# ショーン・クロフォード
ショーン・クロフォード（Shawn Crawford, 1978年1月14日 - ）は、アメリカ合衆国の陸上競技選手である。2004年アテネオリンピックの男子200mの金メダリスト、北京オリンピックの男子200mの銀メダリストである。

## 実績
2004年6月19日、9秒88の当時世界歴代10位の記録をマーク。
アテネオリンピックの100mに出場。一次予選から好調で二次予選では無風の中、自己ベストに迫る9秒89をマーク。しかし決勝では金メダルを獲得したジャスティン・ガトリンから0秒04遅れの9秒89の4位でフィニッシュした。このタイムは4着としては当時歴代最高記録であった。またこのレースは史上初めて9秒9を下回った選手が4選手出たハイレベルなレースであった。
200mでは19秒79の当時世界歴代8位（今季世界最高記録）をマークし優勝。100mの雪辱を果たした。
2008年、全米陸上競技選手権200mでウォルター・ディックスと同タイムながら2位で北京オリンピック出場権を得る。
2008年8月20日、北京オリンピック200m決勝で銀メダルを獲得。
2009年、全米陸上競技選手権200mで追い風参考ながら19秒73で優勝し、世界選手権の出場権を得る。
2009年8月20日、世界選手権200m決勝で19秒89で走るも、3位のウォーレス・スピアモンに0秒04届かず4位に終わる。
2013年4月ドーピング検査のための居場所情報提供を3度怠る違反のため米国反ドーピング機関（USADA）から2年の出場停止処分を受けた。
| 年度 | 大会               | 種目  | 場所                       | 結果   | 記録   |
| ---- | ------------------ | ----- | -------------------------- | ------ | ------ |
| 2001 | 世界室内陸上選手権 | 200m  | リスボン（ポルトガル）     | 1位    | 20秒63 |
| 2001 | 世界陸上選手権     | 200m  | エドモントン（カナダ）     | 3位    | 20秒20 |
| 2004 | 世界室内陸上選手権 | 60m   | ブダペスト（ハンガリー）   | 2位    | 6秒52  |
| 2004 | オリンピック       | 100m  | アテネ（ギリシャ）         | 4位    | 9秒89  |
| 2004 | オリンピック       | 200m  | アテネ（ギリシャ）         | 1位    | 19秒79 |
| 2004 | オリンピック       | 400mR | アテネ（ギリシャ）         | 2位    | 38秒08 |
| 2005 | 世界陸上選手権     | 100m  | ヘルシンキ（フィンランド） | 準決勝 | 10秒28 |
| 2008 | オリンピック       | 200m  | 北京（中国）               | 2位    | 19秒96 |
| 2009 | 世界陸上選手権     | 200m  | ベルリン（ドイツ）         | 4位    | 19秒89 |

## 自己ベスト
- 100m 9秒88 （2004年6月19日）
- 200m 19秒79 （2004年8月26日）